# St. Petri (Versmold)
Die St.-Petri-Kirche ist eine evangelisch-lutherische Pfarrkirche im ostwestfälischen Versmold. Sie ist Hauptkirche der evangelischen Kirchengemeinde Versmold, die sich über 69,26 Quadratkilometer erstreckt und 11.861 Gläubige umfasst (Stand 2009). Die Kirche liegt im Kirchenkreis Halle. 
Die Kirmes Sünne Peider (Sankt Peter) geht auf das Kirchweihfest von St. Petri zurück, deren Patrozinium die Stuhlfeier Petri am 22. Februar ist. 

## Geschichte

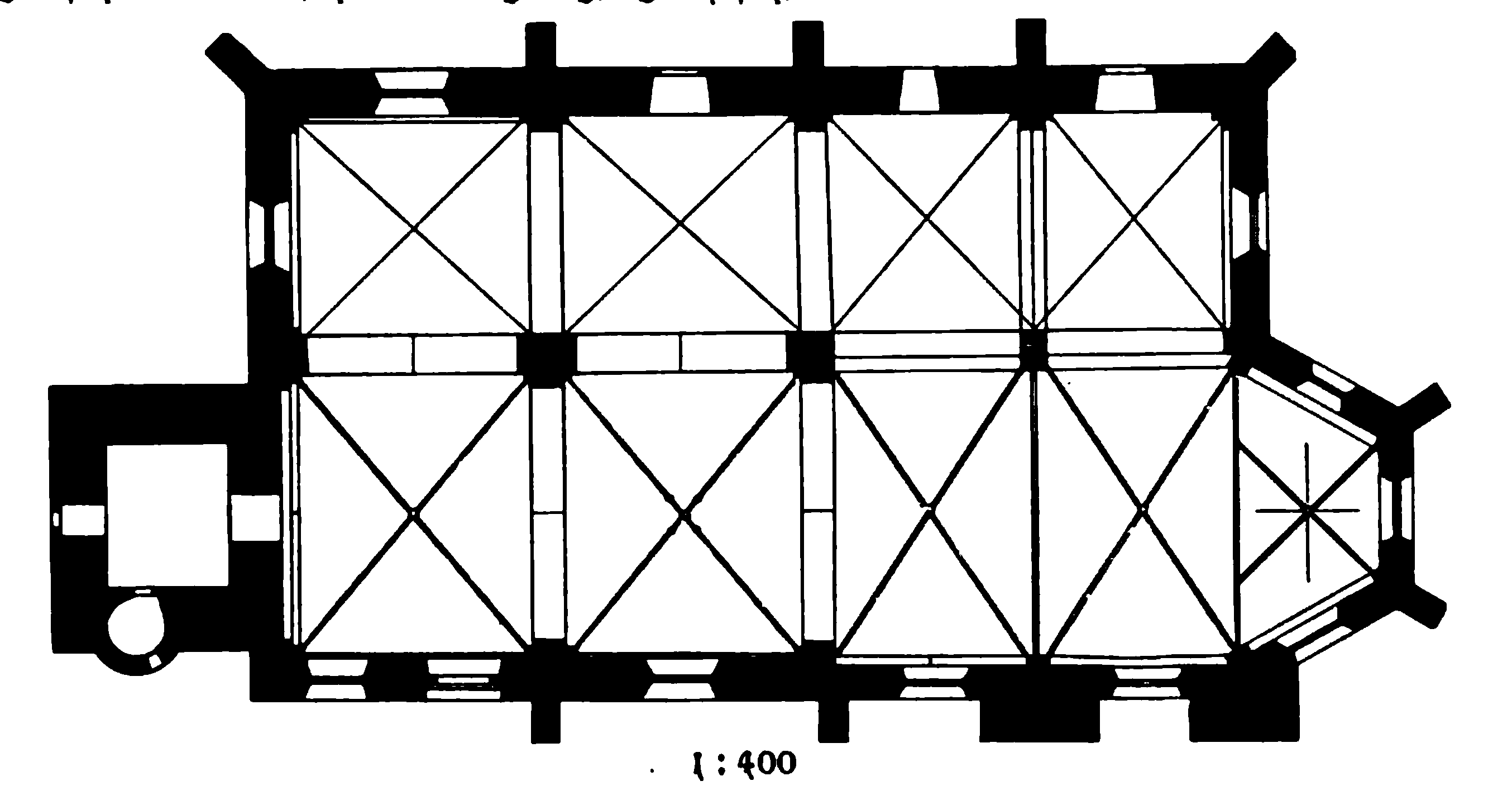
Grundriss vor der Erneuerung von 1902

Die evangelische Pfarrkirche St. Petri wurde 1096 erstmals erwähnt. Die jetzige Kirche war ursprünglich ein einschiffiger, dem hl. Michael geweihter Gewölbebau des 13. Jahrhunderts, der später zur zweischiffigen spätgotischen Hallenkirche mit dreiseitigem Chor umgebaut wurde. Nach einem Brand von 1683 wurde sie wiederhergestellt. Aus dieser Zeit stammt der in Fachwerk errichtete Ostgiebel. Im Rahmen einer nach 1902 erfolgten Erneuerung entstanden die Quergiebeldächer. In dieser Zeit erhielt der romanische Westturm mit den gotischen Treppengiebeln seine neue Kupferhaube.
2008 wurde die Petrikirche umfassend saniert.

## Ausstattung
Im Inneren der Kirche sind Reste spätgotischer Gewölbemalereien erhalten. Zur Ausstattung gehören eine Kanzel vom Anfang des 18. Jahrhunderts und ein 1772 bezeichneter Taufstein. Ein Kronleuchter ist mit 1681 bezeichnet.

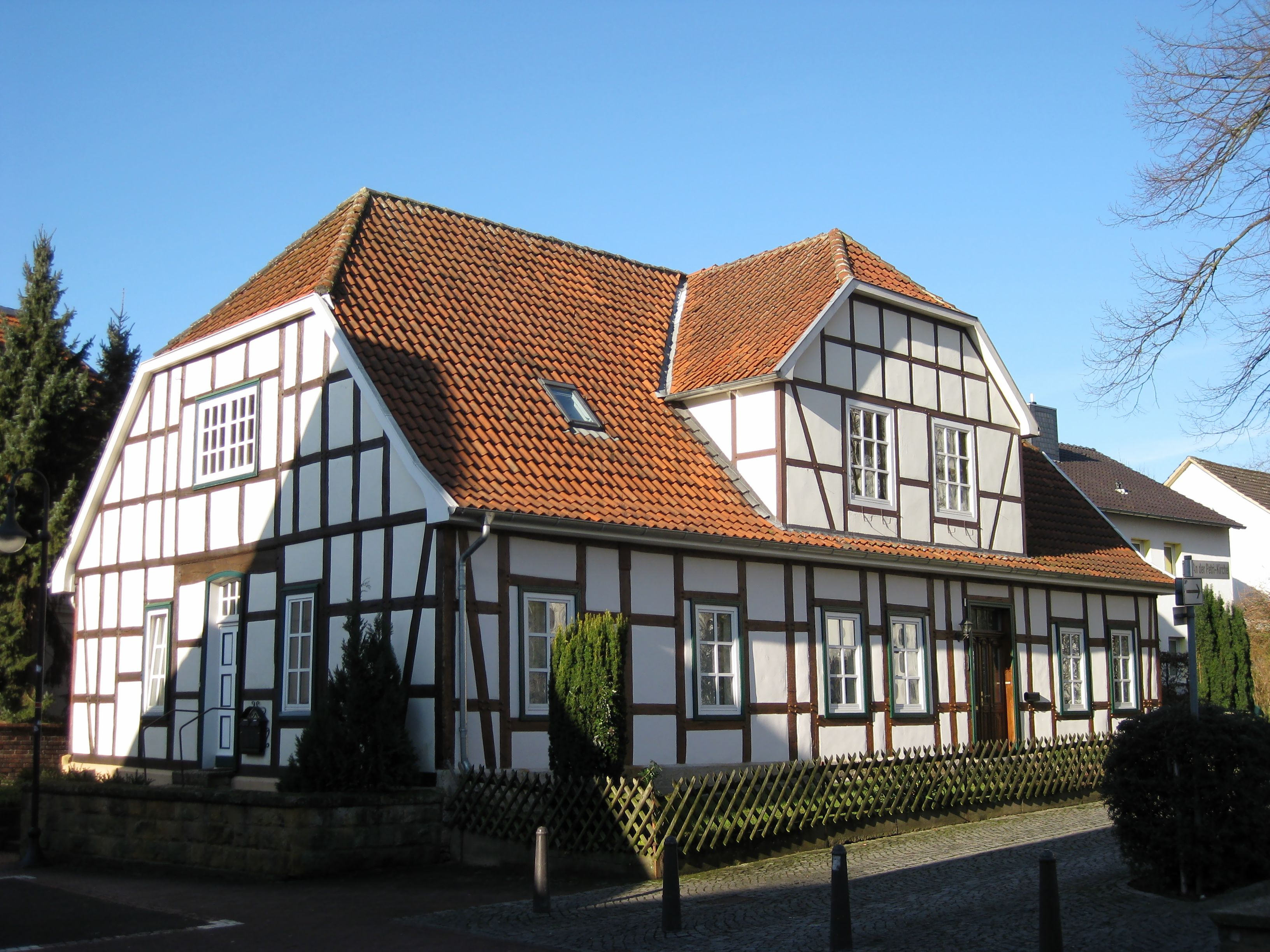
Kantorhaus zu St. Petri

## Weitere Gebäude
Zur Kirche gehört ein Kantorhaus, das zwischen 1806 und 1808 errichtet wurde, nachdem das vormalige Kantorhaus 1804 einem Brand zum Opfer gefallen war. In diesem Haus wurde 1912 Gottfried Möllenstedt geboren, der spätere Rektor der Universität Tübingen.